# Cordylocarpus muricatus
Cordylocarpus muricatus är en korsblommig växtart som beskrevs av René Louiche Desfontaines. Cordylocarpus muricatus ingår i släktet Cordylocarpus, och familjen korsblommiga växter. Inga underarter finns listade i Catalogue of Life.